# Economische Partnerschapsakkoorden
Economische Partnerschapsakkoorden (EPA's) zijn overeenkomsten over goederen, diensten, investeringen en openbare aanbestedingen die de Europese Unie wil afsluiten met de zogenaamde ACS-staten. Dat zijn in totaal 79 voormalige koloniën van Frankrijk,  Italië, Portugal, Spanje, België en het Verenigd Koninkrijk. 48 ACS-landen liggen in Afrika, 16 in de Caraïben en 15 in de Stille Oceaan.
EPA’s hebben tot doel om deze - arme - landen te helpen zichzelf te ontwikkelen en een sterke economie op te bouwen.

## Algemeen
Sinds 1975 genieten de ACS-landen een bevoorrechte markttoegang tot de EU. De Wereldhandelsorganisatie (WTO) heeft de vrije markttoegang voor deze landen toegestaan tot 31 december 2007. Daarna moesten er nieuwe akkoorden voor in de plaats komen, waarin de ACS-landen hun eigen markten ook open moesten stellen voor Europese producten.
In maart 2009 waren deze akkoorden echter nog steeds niet gesloten. De Afrikaanse landen zijn namelijk bang dat zij de concurrentie met Europese producten nog niet aankunnen en willen in ieder geval de diensten buiten de akkoorden houden, omdat anders in deze Afrikaanse landen banen, bedrijven, overheidsinkomsten en openbare diensten op het spel komen te staan.

## Geschiedenis
De 79 ACS-staten hadden sinds hun onafhankelijkheid een speciale handelsrelatie met Europa, die onder meer was geregeld in de Conventie van Lomé (1975) en later de Conventie van Cotonou (2000, een overeenkomst over handel en hulp tussen de EU en de ACS-landen).
Aanvankelijk probeerde de Unie om de ACS-landen via grondstoffenakkoorden min of meer stabiele prijzen te bieden voor hun grondstoffen. Later kregen de ACS-landen betere toegang tot de Europese markt - en soms zelfs betere prijzen - dan andere ontwikkelingslanden. Zij mochten hun producten en diensten tegen gunstige tarieven afzetten op de Europese markt, zonder de handelsbeperkingen die normaal van kracht zijn.
Andere landen uit de Derde Wereld, waaronder Brazilië en Ecuador, protesteerden echter tegen de voorkeursbehandeling van de ACS-staten, waarna de Verenigde Staten in 1995 bij de Wereldhandelsorganisatie (WTO) aandrong op een onderzoek. De WTO oordeelde dat de voorkeursbehandeling van de ACS-staten inderdaad in strijd was met internationale handelsafspraken. Daarom zijn de oude overeenkomsten vervallen per 1 januari 2009. De EPA's, die in de plaats komen van de oude vrijhandelsakkoorden van de EU met de ACS-landen, zullen uitgevoerd worden tussen 2008 en 2020.
De 79 ACS-landen worden voortaan ingedeeld in zes regionale groepen: Caraïben, West-Afrika, Centraal-Afrika, Oost-Afrika en enkele landen uit Zuidelijk Afrika, de rest van zuidelijk Afrika, en de 15 eilanden van de Stille Oceaan. Het is de bedoeling dat elk van die regio’s een EPA zal afsluiten met de EU.

## De rol van Nederland
Nu de oude vrijhandelsakkoorden in 2007 zijn vervallen, wordt in Brussel uitvoerig onderhandeld over de nieuwe EPA's. Daarbij dringt Nederland – na overleg met maatschappelijke organisaties als Both ENDS, ICCO, OxfamNovib en SOMO - aan op:
1. Asymmetrische akkoorden, zowel wat betreft de mate van openstelling van de markt als de termijn waarop vrije markttoegang voor specifieke producten wordt gerealiseerd, waarbij de EU op voorhand volledige tarief- en quotavrije markttoegang zou moeten bieden.
2. Voldoende ruimte voor ACS-landen voor het uitzonderen van liberalisatie van producten die belangrijk zijn voor de voedselzekerheid en (rurale) ontwikkeling in deze landen.
3. Versimpeling en versoepeling van de oorsprongregels voor producten uit de ACS-landen.

Toen er met de onderhandelingen in 2007 onvoldoende vooruitgang werd geboekt, heeft Nederland zich er sterk voor gemaakt dat geen ACS-land er per 1 januari 2008 op achteruitging wat betreft toegang tot de Europese markt. Nederland stemde daarom in met interim-akkoorden voor uitsluitend goederen voor vrijwel alle ACS-landen. Daarmee is een verslechtering van hun inkomsten uit export voorkomen.